# 利斯內 (蘇梅區)
50°42′12″N 35°19′47″E / 50.70333°N 35.32972°E
利斯內（烏克蘭語：Лісне）是位於烏克蘭東北部的村莊，由蘇梅州蘇梅區的克拉斯諾皮利亞市鎮負責管轄。該村處於波日尼亞河畔，分別距離澤姆利亞內2.5公里和梅澤尼夫卡6.5公里，海拔高度191米，2001年人口180。